# Chandragupta I
Chandra Gupta I (qui regnà entre el 319 i el 335 d. C.) va ser el tercer rei de l'Imperi Gupta, fill de Ghatotkacha i net de Sri Gupta, fundador de la dinastia.
Gràcies al seu matrimoni amb Kumara Deva, una princesa licchavi, va estendre el seu domini més enllà de Magadha, per preparar el terreny per a noves conquestes, i convertint a l'imperi, fins al moment poc important, en un dels més famosos d'Índia. Aquesta fou una jugada política prou enginyosa, perquè no només va aportar guanys territorials, també una mica de la brillantor de l'antic nom de licchavi per a la jove dinastia. En efecte, els licchavi havien estat una dinastia famosa en temps de Gautama Buda (segles V i IV a.C), amb capital a Vaisali, per sumir-se després en la penombra de la història, però ara van tornar a aparèixer amb tota la seva esplendor.
Se sap que el rei va ordenar encunyar monedes que duien el seu nom i el de la seva esposa.
Cap a l'any 325, Chandragupta I va establir una aliança amb el rei sassànida de Pèrsia, Sapor II.